# Kid Nightingale
Kid Nightingale (bra: Murros e Solfejos) é um filme de comédia musical estadunidense dirigido por George Amy e estrelado por John Payne, Jane Wyman, Walter Catlett, Edward Brophy, Charles D. Brown, Max Hoffman Jr. e John Ridgely. Foi lançado pela Warner Bros. em 4 de novembro de 1939.

## Elenco
- John Payne como Steve Nelson
- Jane Wyman como Judy Craig
- Walter Catlett como Skip Davis
- Edward Brophy como Mike Jordon
- Charles D. Brown como Charles Paxton
- Max Hoffman Jr. como Fitts
- John Ridgely como Whitey
- Harry Burns como Estrangulador Colombo / Rudolfo Terrassi
- William Haade como Rocky Snyder
- Helen Troy como Marge
- Winifred Harris como Sra. Reynolds
- Lee Phelps como Locutor
- Frankie Van como Frankie